# Sueio
Sueio (in latino Sueius; metà I secolo a.C.) è stato un poeta romano.

## Biografia
Non si sa nulla di questo autore, anche se è possibile datarlo all'età di Cicerone, dato che cita l'attore tragico Esopo, appunto contemporaneo dell'Arpinate.

## Idilli
Sueio, secondo le testimonianze, fu autore di idilli rurali in stile alessandrino, di cui si ricordano, come titoli, il Moretum, i Pulli, il Nidus ed un poema, anch'esso in esametri, in almeno 5 libri.